# Scaptomyza domita
Scaptomyza domita är en tvåvingeart som beskrevs av Hardy 1965. Scaptomyza domita ingår i släktet Scaptomyza och familjen daggflugor. Inga underarter finns listade i Catalogue of Life.